# Jean-Pierre Leguay (organiste)
Pour les articles homonymes, voir Jean-Pierre Leguay.
Jean-Pierre Leguay, né le 4 juillet 1939 à Dijon, est un organiste, compositeur et improvisateur français.

## Biographie

### Formation
Il étudie notamment avec les organistes André Marchal et Gaston Litaize, puis au Conservatoire de Paris avec Simone Plé-Caussade pour l'écriture, Rolande Falcinelli pour l'orgue et Olivier Messiaen pour la composition. Il obtient un Premier prix d'orgue et d'improvisation à l'unanimité en 1966 et le diplôme de composition en 1970.

### Carrière
Après avoir occupé le poste d'organiste titulaire du grand orgue de l'église Notre-Dame-des-Champs à Paris de 1961 à 1984, Jean-Pierre Leguay est nommé en 1985 organiste co-titulaire des grandes orgues de la cathédrale Notre-Dame de Paris aux côtés d'Yves Devernay, d'Olivier Latry et de Philippe Lefebvre, succédant à Pierre Cochereau et devenant après Louis Vierne le second organiste titulaire de cette tribune atteint de cécité. Il est nommé organiste émérite de la cathédrale en 2016 lorsqu'il laisse sa place à Vincent Dubois.
Jean-Pierre Leguay enseigne l'orgue et l'improvisation individuelle et collective aux Conservatoires Nationaux de Région de Limoges de 1968 à 1989, puis de Dijon de 1989 à 2003.
Internationalement reconnu, il poursuit une carrière d'organiste-concertiste, de compositeur et d'improvisateur - à l'orgue, au piano et en groupe - tant en France qu'à l'étranger (Europe, États-Unis, Canada, Asie). Il est fréquemment invité par les radios, académies, universités et conservatoires français et étrangers.
Il a écrit, à ce jour, plus de quatre-vingts œuvres pour diverses formations instrumentales et vocales. Il a bénéficié de nombreuses commandes du ministère de la Culture, de Radio-France, du Conservatoire de Paris, du Grand Prix de Chartres, de Musique sacrée à Notre-Dame de Paris, du Scottish Arts Council of Edinburg, des festivals de León en Espagne et de La Massana en Andorre, du Chœur national d'hommes d'Estonie. Ses œuvres sont éditées principalement chez Billaudot, Combre, Jobert, Henry Lemoine, Symétrie, Universal, Le Chant du Monde, les Éditions Musicales Jean-Claude Rubin.
Jean-Pierre Leguay a enregistré plusieurs CD consacrés au répertoire du XVIIe au XXIe siècle, notamment Bach, Haydn, Mozart, Beethoven, Liszt, Brahms, Franck, Vierne, Barié, Ropartz... ainsi qu'à ses propres compositions et à des improvisations. De plus, il a largement participé, en tant qu'improvisateur, à la musique du film Les Mystères des Cathédrales réalisé par Jean-François Delassus, pour la chaîne de télévision Arte et les éditions Montparnasse. Son enregistrement de sa « Missa Deo Gratias » et de ses « Sonates II et III » pour orgue a été récompensé par un « Choc » du magazine Le Monde de la musique. Son CD d’improvisations à Notre-Dame de Paris a obtenu le Prix de la Critique du Disque en Allemagne « Preis der Deutschen Schallplattenkritik » et cinq « Diapasons » ont été attribués à son enregistrement monographique « Chant d’airain » dans la revue « Diapason ». Tout récemment, un livre intitulé « Jean-Pierre Leguay - Portrait d’un compositeur et improvisateur » vient d’être publié aux Éditions L’Harmattan.

### Distinctions
Au cours de sa carrière, il obtient de nombreux prix: Diplôme de l’Institut Grégorien de Paris, 1er prix du Concours international de composition de l'Académie d'été de Nice en 1962, Grand prix d'orgue avec mention Très bien de l'Union de la Fédération française de musique sacrée en 1963, 1er prix d'improvisation à l'orgue du Concours international de Lyon en 1967, 2e prix d'improvisation au piano de ce même concours en 1968 et 1969, Lauréat du Concours international d'improvisation à l'orgue de Haarlem en 1969, Prix spécial du Concours international de composition d'Erding en Allemagne en 1985. Lauréat de l’Institut de France – Académie des Beaux-Arts : Prix de composition Paul Louis Weiller.

## Compositions
- 2023 – A deux pour Vibraphone et piano (14 min 30 s)
- 2022 - Le matin sûrement va venir (Version 2), pour Ondes Martenot, piano, percussions (1 exécutant, 22 min)
- 2022 - Momenti, pour piano (14 min)
- 2020 - Le matin sûrement va venir (Version I), pour saxophone alto, piano, percussions (23 min)
- 2020 - Envol pour piano (11 min)
- 2019 - Allegramente pour clarinette et orgue (17 min)
- 2019 - Mouvement 60 pour soprano ou ténor et piano (6 min)
- 2018 - Ramure pour chœur et orgue (7 min)
- 2018 - Sonate V pour orgue - 23 (min)
- 2017 - Chant pour Inès pour piano (3 min 30 s)
- 2017 - Jubilus pour flûte et petite flûte, hautbois et cor anglais, clarinette en sib et clarinette basse en sib, violon, piano, percussions (13 min)
- 2016 - Capite Silentium pour hautbois solo et chœur mixte (15 min 30 s)
- 2015-2016 - Missa Laudamus Te pour chœur et orgue (21 min 30 s)
- 2014-2016 - Sonate IV pour orgue (23 min)
- 2015 - Chant pour Gabriel pour piano (5 min)
- 2012-2014 - Sonnantes pour piano à quatre mains (15 min)
- 2014 - Rivages pour orgue (11 min)
- 2013 - Du fond de l'abîme (Motet de Carême) - chœur à deux voix égales (enfants ou femmes) et orgue (3 min)
- 2013 - Chemin faisant pour orgue (11 min)
- 2012 - Et il chante l'aurore, pour orgue (10 min)
- 2010-2011 - Allume l'aube dans la source, pour piano (26 min)
- 2010 - Brève II, pour orgue (5 min 40 s)
- 2009-2010 - Cendre d'ailes, pour voix de ténor et piano sur des poèmes d'Henri Michaux (27 min)
- 2008 - Et puis, et puis encore ?, pour orgue (24 min)
- 2006 - Cinq reflets, pour orgue (15 min)
- 2005-2006 - Sonate III, pour orgue (23 min 30 s)
- 2004 - Péan IV, pour orgue (12 min)
- 2003-2004 - Sept pièces brèves, pour flûte et orgue (14 min 50 s)
- 2001 - Alleluia, pour ténor avec ou sans orgue (4 min 30 s)
- 2000-2001 - Pater Noster, pour ténor avec ou sans orgue (5 min)
- 2000 - Brève, pour orgue (3 min 30 s)
- 1999-2000 - Missa Deo Gratias, pour soprano solo, chœur mixte, un ou deux orgues, cuivres et percussion (6 min 30 s)
- 1999 - Secundum Matthaeum, pour ténor et orgue (20 min)
- 1998 - Trois esquisses, pour flûte avec ou sans piano (5 min 30 s)
- 1996-97 - Psaume XXI, pour sextuor vocal a cappella (21 min)
- 1995 - Animato, pour orgue (3 min 45 s)
- 1995 - Horizon, pour orgue (12 min)
- 1992-1993 - Spicilège, pour orgue (35 min)
- 1990-1991 - Azur, pour piano (23 min)
- 1990 - Capriccio, pour orgue (10 min)
- 1989-1995 - Quatuor, pour quatuor à cordes (20 min)
- 1989-1990 - Chant, pour chœur de femmes et percussion (17 min)
- 1988 - Madrigal IX, pour orgue (10 min)
- 1987 - Granit (Version II), pour 2 trompettes, 2 trombones et orgue (16 min)
- 1986 - Prélude I, pour guitare (2 min 40 s)
- 1986 - Chant d'airain, pour trombone ténor (11 min)
- 1986-1989 - Madrigal VIII, pour percussions (20 min)
- 1986 - Vigiles, pour chœur, orgue, trombone, percussions (70 min)
- 1986 - Aube, pour orgue positif et orchestre de chambre (18 min)
- 1985-1986 - Cinq pièces pour alto, contrebasse, percussions (13 min)
- 1985 - Madrigal VII, pour orgue (8 min 30 s)
- 1985 - Madrigal VI, pour 4 saxophones (10 min)
- 1984 - Souffle, pour 14 instrumentistes (22 min)
- 1983-1984 - Scabbs, pour saxophone alto et contrebasse ou saxophone baryton (5 min 30 s)
- 1983 - Madrigal V, pour orgue (11 min 30 s)
- 1982-1983 - Sonate II, pour orgue (23 min)
- 1982 - Madrigal IV, pour guitare (10 min)
- 1982 - Prélude XXIII, pour orgue (9 min 30 s)
- 1982 - Madrigal III, pour clavecin ou orgue positif (12 min)
- 1981 - Étoilé pour clavecin ou orgue positif et 5 instrumentistes (21 min)
- 1980 - Prélude XXII, pour orgue (1 min)
- 1980 - Prélude XXI, pour orgue (6 min 30 s)
- 1980 - Prélude XX, pour orgue (3 min 30 s)
- 1979 - Madrigal II, pour orgue (7 min)
- 1979 - Madrigal I, pour 4 trombones (8 min)
- 1978 - Trio pour violon, alto et violoncelle (22 min)
- 1977 - Le matin sûrement va venir (Version I), pour Ondes Martenot, piano, percussions (22 min)
- 1976 - Job, pour chœur de femmes et orgue (17 min)
- 1965-1975 - XIX Préludes, pour orgue (46 min)
- 1975 - Granit (Version I), pour 4 trombones et orgue (14 min)
- 1974 - Sève, pour saxophone et piano (14 min)
- 1973-1974 - Sonate I pour orgue (10 min)
- 1973 - Flamme, pour hautbois ou saxophone alto (8 min 30 s)
- 1972 - Angle, pour deux harpes (8 min)
- 1972 - Hexagonal, pour flûte et orgue (12 min)
- 1971-1972 - Péan III, pour orgue (10 min)
- 1970-1971 - Péan II, pour trompette et orgue (11 min)
- 1969-1970 - Aurore pour flûte, hautbois, violoncelle et harpe (12 min)
- 1969 - Gitanjâli pour grand orchestre (10 min)
- 1968-2010 - Péan I pour orgue, 3 trombones, marimba, percussions (19 min)
- 1967 - Sextuor pour flûte, hautbois, clarinette, cor, basson, piano (14 min)
- 1965 - Cinq versets sur Veni Creator pour orgue (5 min)
- 1963-1964 - Au Maître de la Paix pour orgue (15 min)
- 1961 - Prélude, trio de timbres, fugato pour orgue (11 min)
- 1959-1960 - Cinq Esquisses pour piano et orgue (12 min)
- 1959 – Sonatine pour quatuor à cordes (10 min)

## Décorations
Il est nommé chevalier de la Légion d'honneur le 1er janvier 2013.